# Butler (Nueva Jersey)
Butler es un borough ubicado en el condado de Morris en el estado estadounidense de Nueva Jersey. En el año 2010 tenía una población de 7,539 habitantes y una densidad poblacional de 1,396 personas por km².

## Geografía
Butler se encuentra ubicado en las coordenadas 40°59′58″N 75°20′47″O / 40.99944, -75.34639.

## Demografía
Según la Oficina del Censo en 2000 los ingresos medios por hogar en la localidad eran de $57,455 y los ingresos medios por familia eran 66,199. Los hombres tenían unos ingresos medios de $45,975 frente a los $35,815 para las mujeres. La renta per cápita para la localidad era de $27,113. Alrededor del 5% de la población estaba por debajo del umbral de pobreza.